# St. Joseph (Lindow (Mark))

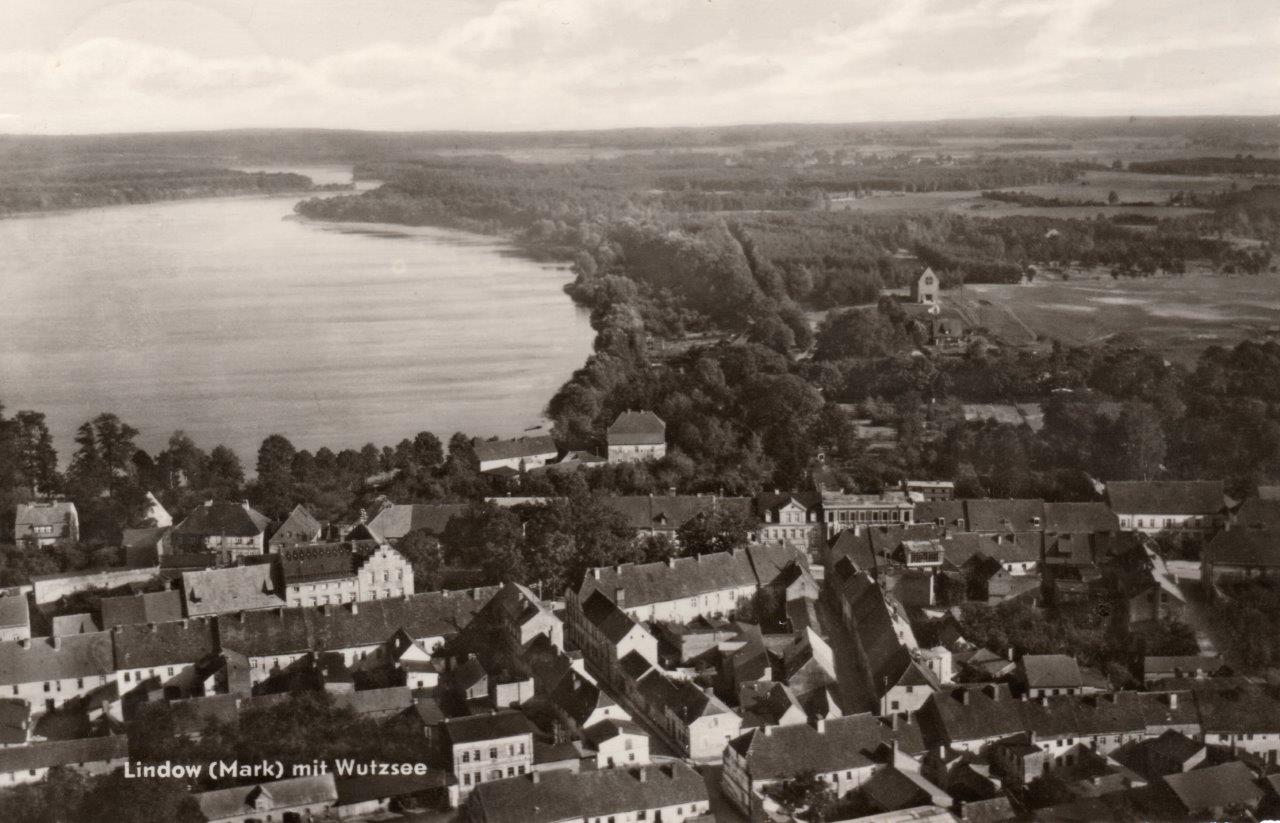
Historische Luftaufnahme von Lindow (Mark) mit Wutzsee; die Kirche St. Joseph befindet sich rechts oben im Bild oberhalb des damaligen Stadtgebiets.

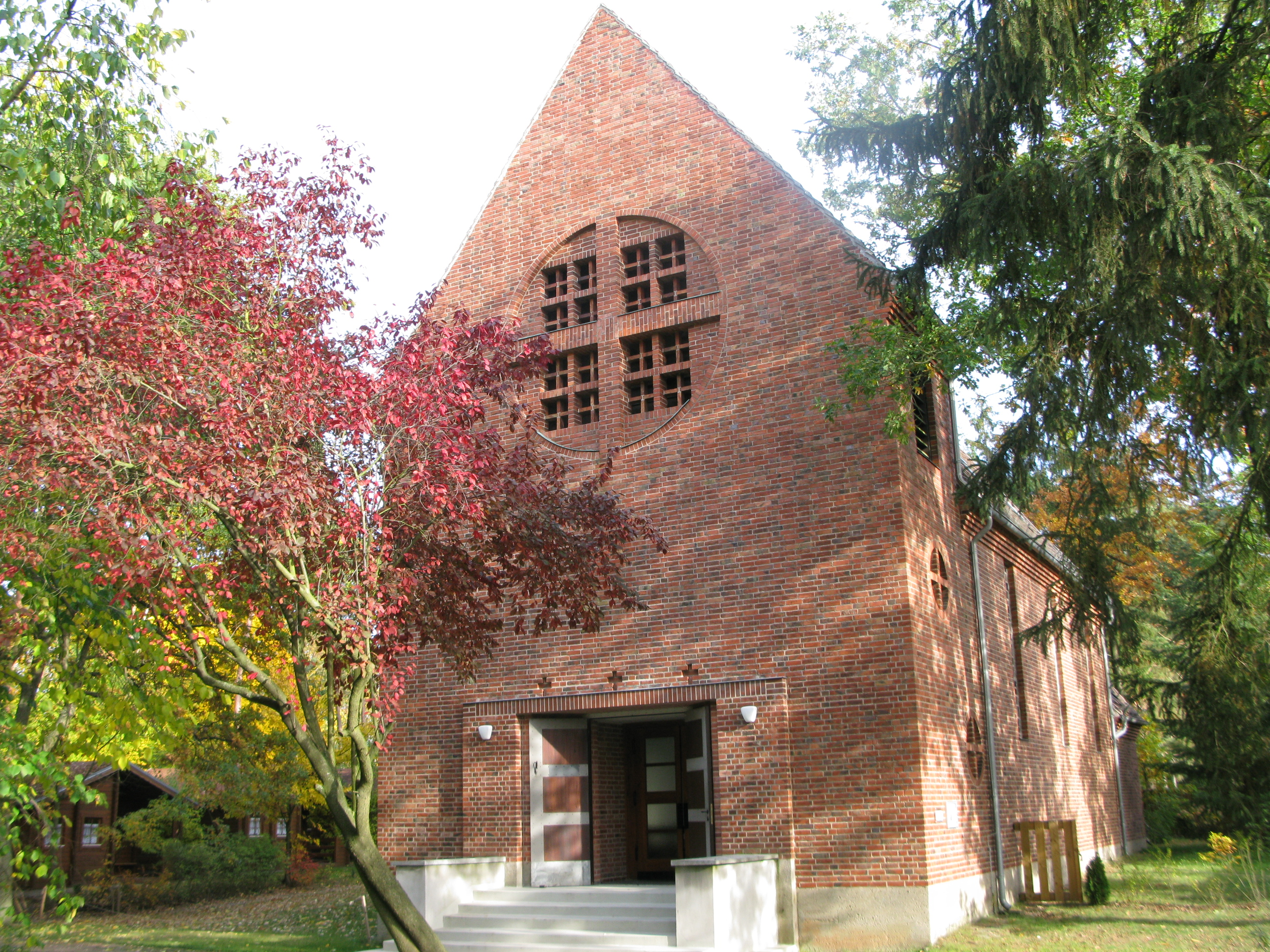
Ansicht von Westen

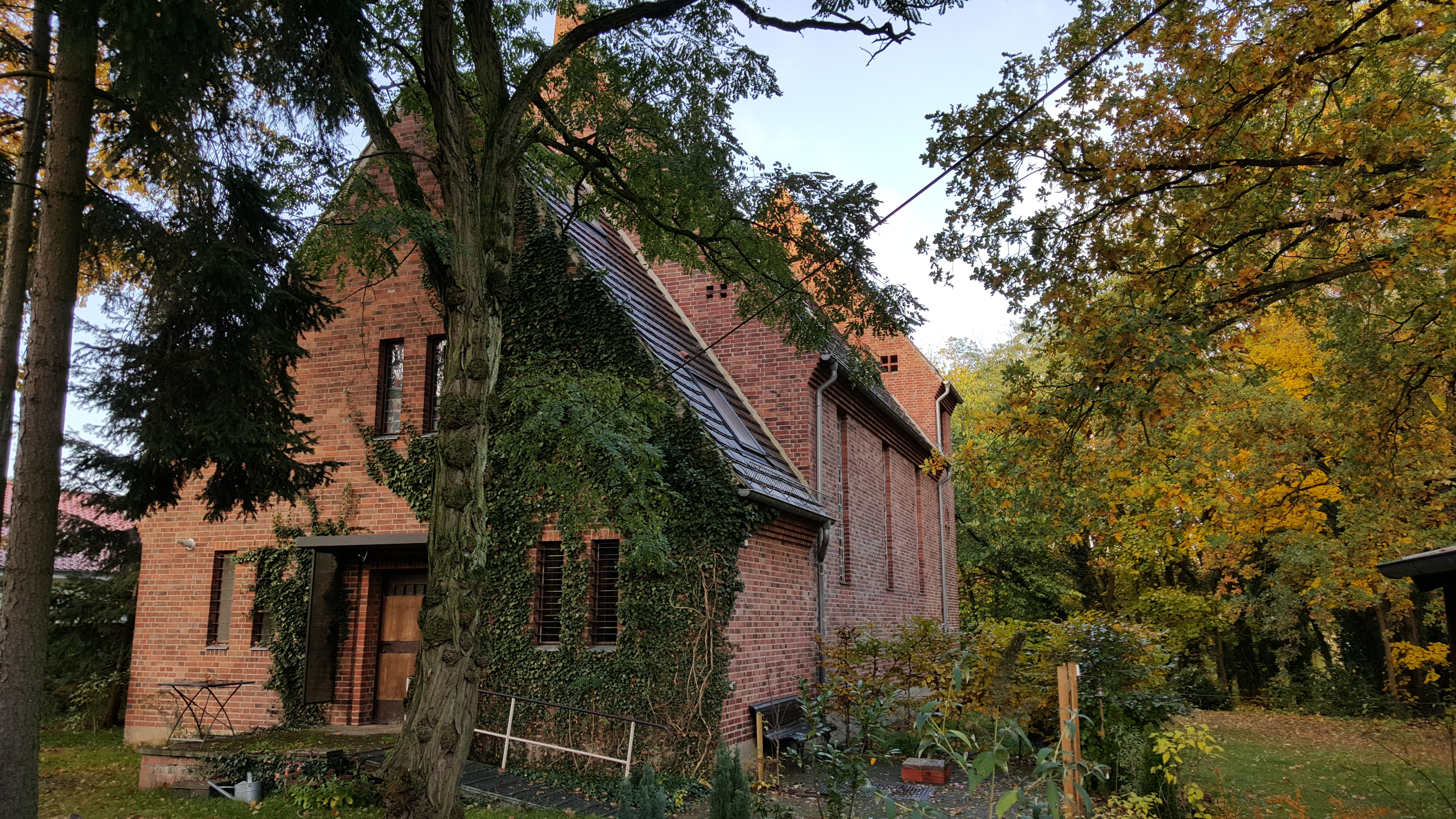
Ansicht von Osten

Die römisch-katholische Kirche St. Joseph in Lindow (Mark) wurde 1931 nach den Entwürfen des Berliner Architekten Wilhelm Fahlbusch erbaut und steht unter Denkmalschutz.

## Geschichte
Der katholische Kapellenbauverein kaufte 1926 ein Baugrundstück auf einem Hügel östlich des Lindower Stadtkerns und warb für den Kirchenbau finanzielle Hilfe ein. Tag der Grundsteinlegung war der 7. Juni 1931, die Konsekration fand am 22. September 1931 statt. Die Kirche bildet zusammen mit dem um 1230 gegründeten Zisterzienserinnenkloster und der barocken evangelischen Stadtkirche (erbaut 1751–1755 nach Plänen von Georg Christoph Berger) einen stadtgeschichtlich und städtebaulich bedeutenden Dreiklang.
Seit 2014 wird die St.-Joseph-Kirche als Klause unter dem Namen St. Bernhard von einem Pater als Eremit bewohnt und geleitet. Namensgeber der Klause ist Bernhard von Clairvaux, Mitbegründer des Zisterzienserordens, womit die Benennung als Fortsetzung klösterlicher Tradition in Lindow zu verstehen ist. Um die Kirche herum bieten einfache Holzhäuser Gastunterkünfte für Retreats und Einzelexerzitien.
Am 1. Januar 2022 wurde im Erzbistum Berlin die heutige Pfarrei Hl. Gertrud von Helfta – Oberhavel-Ruppin gegründet, zu der außer der Kirche St. Joseph in Lindow (Mark) auch die Kirchen Mariä Himmelfahrt in Fehrbellin, St. Hedwig in Fürstenberg/Havel, Mariä Himmelfahrt in Gransee, Herz Jesu in Neuruppin sowie die Kapelle im Wichmann-Gemeindehaus in Rheinsberg gehören.

## Architektur
Die Kirche wurde in massiver Bauweise aus unverputzten rötlich-braunen Klinkern – gebrannt im benachbarten Seebeck – und regional geschlagenen Hölzern von Lindower Handwerkern in kurzer Bauzeit errichtet. Der in Ost-West-Richtung ausgerichtete Baukörper besteht in den Höhen jeweils abgestuft aus einem Annex, dem Kirchenschiff und einem rechteckigen breiten Kirchturm und nimmt in seinen Proportionen Bezug auf mittelalterliche märkische Dorfkirchen. Trotzdem ist dieser Kirchenbau als ein in der Region selten vorkommendes Werk sachlich-funktionaler Architektur des Neuen Bauens anzusehen. Die Kirche wird vom Pestalozziweg und von der Straße Am Wutzsee erschlossen und ist von einem bewaldeten Grundstück umgeben. Während sich die Kirche St. Joseph zur Zeit ihrer Erbauung in freier Lage über der Stadt befand, wird sie inzwischen durch hinzugekommene unmittelbar benachbarte kommunale Bauten und Freiflächen von Osten und Süden stark eingegrenzt.

## Kirchenraum

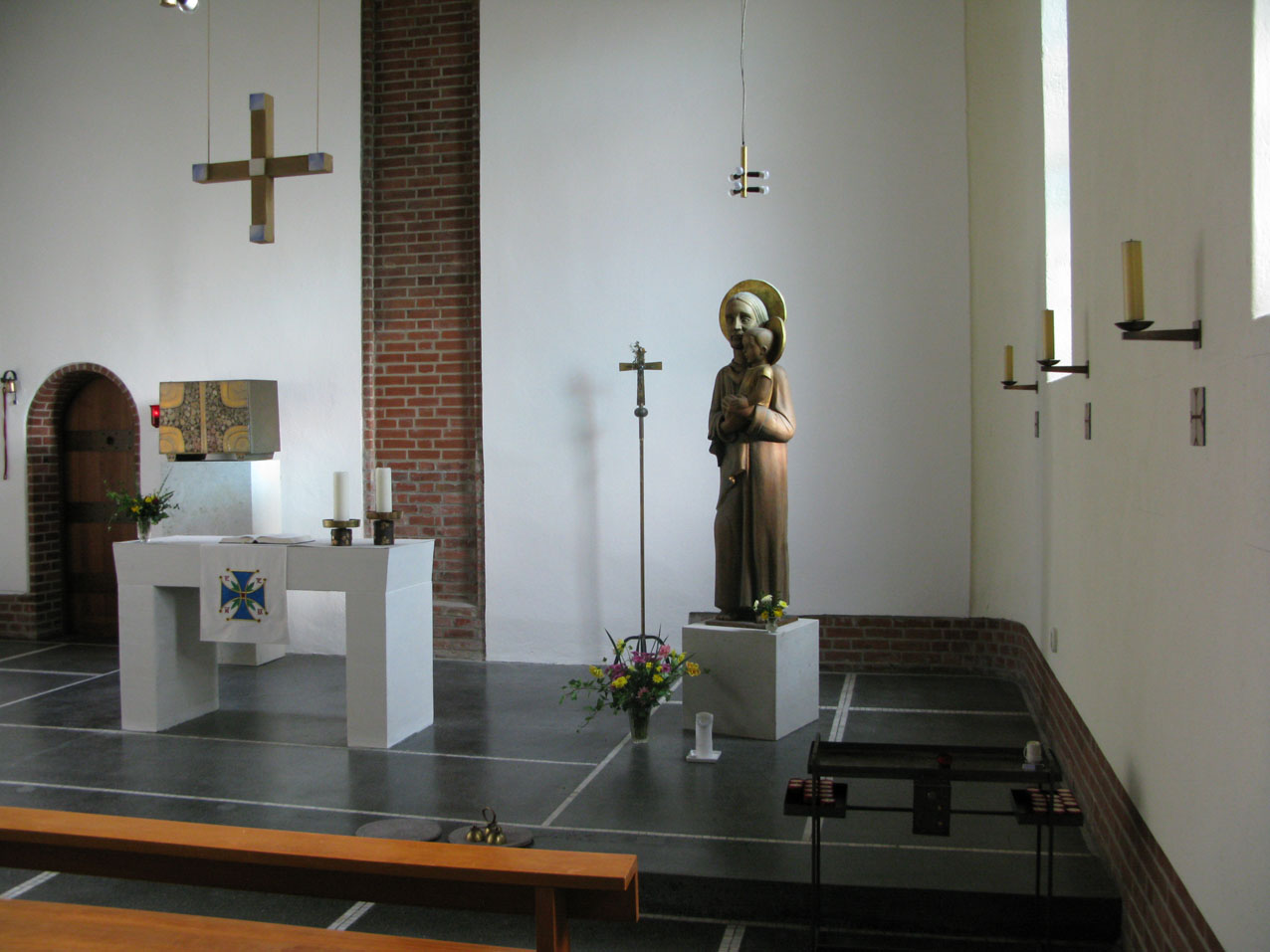
Kirchenraum mit lebensgroßer Josephsfigur

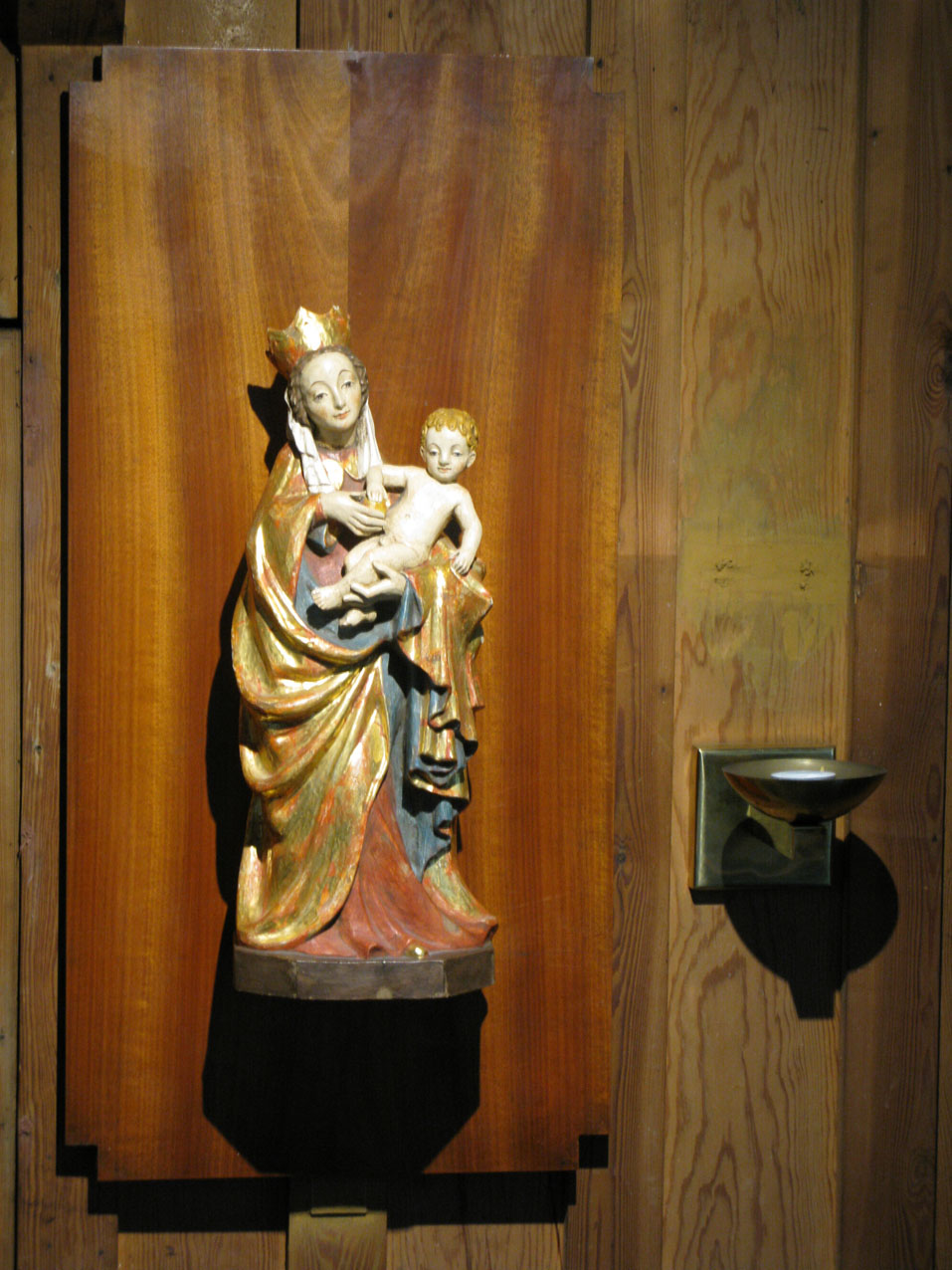
Marienfigur als Lindenholz-Replikat der „Schönen Gottesmutter“ von Breslau 1390

Über einen Stufensockel betritt man einen schlichten Kirchenraum, dessen Hauptakzent von einer künstlerisch bedeutenden lebensgroßen Josephsfigur aus Lindenholz der Bildhauerin Harriet Ellen Siderovna von Rathlef-Keilmann (1887–1933) gesetzt wird. Ihr gegenüber befindet sich eine Marienfigur als Lindenholz-Replikat der „Schönen Gottesmutter“ von Breslau von 1390.

## Geläut
Gemäß einer Lieferliste der Glockengießerei Otto aus Hemelingen/Bremen für die Jahre 1930 bis 1932 goss und lieferte Otto für die St.-Joseph-Kirche zwei Bronze-Glocken, gestimmt auf gis und h. Die größere Glocke war dem heiligen Joseph und die kleinere Glocke der Gottesmutter Maria geweiht. Während die Josephsglocke am 19. März 1942 für Rüstungszwecke ausgebaut und eingeschmolzen wurde, blieb die handgeläutete Marienglocke erhalten.